# Paronychia virginica
Paronychia virginica är en nejlikväxtart som beskrevs av Spreng.. Paronychia virginica ingår i släktet prasselörter, och familjen nejlikväxter. Inga underarter finns listade i Catalogue of Life.